# Morängsviken
Morängsviken är en ort vid kusten i Harmångers socken i Nordanstigs kommun, Gävleborgs län. SCB klassade orten som småort år 1990.